# Abhijit Das
Abhijit Das (sinh ngày 10 tháng 7 năm 1987) là một cầu thủ bóng đá người Ấn Độ thi đấu ở vị trí thủ môn cho Salgaocar F.C. ở I-League.

## Sự nghiệp

### United
Abhijit ký hợp đồng chuyên nghiệp đầu tiên lúc 23 tuổi cho Southern Samity và đại diện câu lạc bộ 3 năm. Sinh ra ở Kolkata, West Bengal, Das ra mắt cho United S.C. ngày 10 tháng 12 năm 2013 trước Dempo trên Sân vận động Salt Lake sau khi cả hai thủ môn hàng đầu của United, Sangram Mukherjee và Ishan Debnath, đều bị chấn thương.

### Salgaocar
Ngày 18 tháng 6 năm 2014 có thông báo rằng Abhijit đã ký hợp đồng với Salgaocar F.C. với thời hạn 3 năm.

## Thống kê sự nghiệp
Tính đến 14 tháng 6 năm 2014
| Câu lạc bộ          | Mùa giải            | Giải vô địch        | Giải vô địch | Giải vô địch | Cúp Liên đoàn | Cúp Liên đoàn | Cúp Durand | Cúp Durand | AFC     | AFC       | Tổng    | Tổng      |
| Câu lạc bộ          | Mùa giải            | Hạng đấu            | Số trận      | Bàn thắng    | Số trận       | Bàn thắng     | Số trận    | Bàn thắng  | Số trận | Bàn thắng | Số trận | Bàn thắng |
| ------------------- | ------------------- | ------------------- | ------------ | ------------ | ------------- | ------------- | ---------- | ---------- | ------- | --------- | ------- | --------- |
| United              | 2013–14             | I-League            | 7            | 0            | 0             | 0             | —          | —          | —       | —         | 7       | 0         |
| Tổng cộng sự nghiệp | Tổng cộng sự nghiệp | Tổng cộng sự nghiệp | 7            | 0            | 0             | 0             | 0          | 0          | 0       | 0         | 7       | 0         |

## Đời sống cá nhân
Abhijit là cổ động viên của Manchester United, Đội tuyển bóng đá quốc gia Uruguay và Diego Forlan là cầu thủ ưa thích của anh.